# Phoenix (Dakota del Norte)
Phoenix es un territorio no organizado ubicado en el condado de Burleigh en el estado estadounidense de Dakota del Norte. En el Censo de 2010 tenía una población de 17 habitantes y una densidad poblacional de 0,18 personas por km².

## Geografía
Phoenix se encuentra ubicado en las coordenadas 47°10′33″N 100°11′13″O / 47.17583, -100.18694. Según la Oficina del Censo de los Estados Unidos, Phoenix tiene una superficie total de 93.04 km², de la cual 90.19 km² corresponden a tierra firme y (3.06%) 2.85 km² es agua.

## Demografía
Según el censo de 2010, había 17 personas residiendo en Phoenix. La densidad de población era de 0,18 hab./km². De los 17 habitantes, Phoenix estaba compuesto por el 100% blancos, el 0% eran afroamericanos, el 0% eran amerindios, el 0% eran asiáticos, el 0% eran isleños del Pacífico, el 0% eran de otras razas y el 0% pertenecían a dos o más razas. Del total de la población el 0% eran hispanos o latinos de cualquier raza.